# Смоленская церковь (Мыза)
Це́рковь Смоле́нской ико́ны Бо́жией Ма́тери (Смоленская церковь) — православный храм в деревне Мыза Тосненского района Ленинградской области.
Церковь приписана к Софийскому собору Санкт-Петербургской епархии Русской православной церкви и находится на территории подворья собора.

## История
В середине XIX века территория вокруг храма принадлежала Вонлярлярским.
Строительству храма предшествовал следующее событие. К Е. П. Волярлярскому обратились жители Смоленска, чьи хозяйства пострадали в 1812 году. После окончания войны они взяли с целью обновления домов средства из казны в долг. Этот долг постепенно возрос до 80 000 рублей серебром. Николай I простил этот долг, по ходатайству Е. П. Вонлярлярского. В благодарность жители Смоленска поднесли Е. П. Вонлярлярскому икону Смоленской Божией Матери.
Для иконы владелец решил ещё в 1846 году возвести отдельный небольшой храм с семейным склепом. Кроме того, строительство церкви позволило бы православным крестьянам чаще присутствовать на богослужениях.
В 1848 году в деревянном усадебном доме Е. П. Вонлярлярского была временно устроена церковь Смоленской иконы Божией Матери.
Проект, составленный архитектором Богуславом Гейденрейхом, был утверждён императором Николаем I в конце 1848 года. Закладка храма состоялась в 1850 году. Строительство церкви обошлось в 80 000 рублей серебром — сумму, составленную из средств помещика и сбора.
В 1851 году церковь была освящена во имя Смоленской иконы Божией Матери.
Храм был закрыт постановлением Президиума Леноблисполкома 10 мая 1935 году.
После закрытия в церкви был устроен склад, установлены чугунные перекрытия, которые впоследствии обвалились под своим же весом.
В 1990 году храм был возвращён Русской православной церкви. По благословению митрополита Ленинградского Алексия (Ридигера), храм был передан Софийскому собору в Пушкине.
В 1992 году была начата реставрация, а 10 августа 1994 года отслужена первая после перерыва литургия.

## Архитектура и убранство

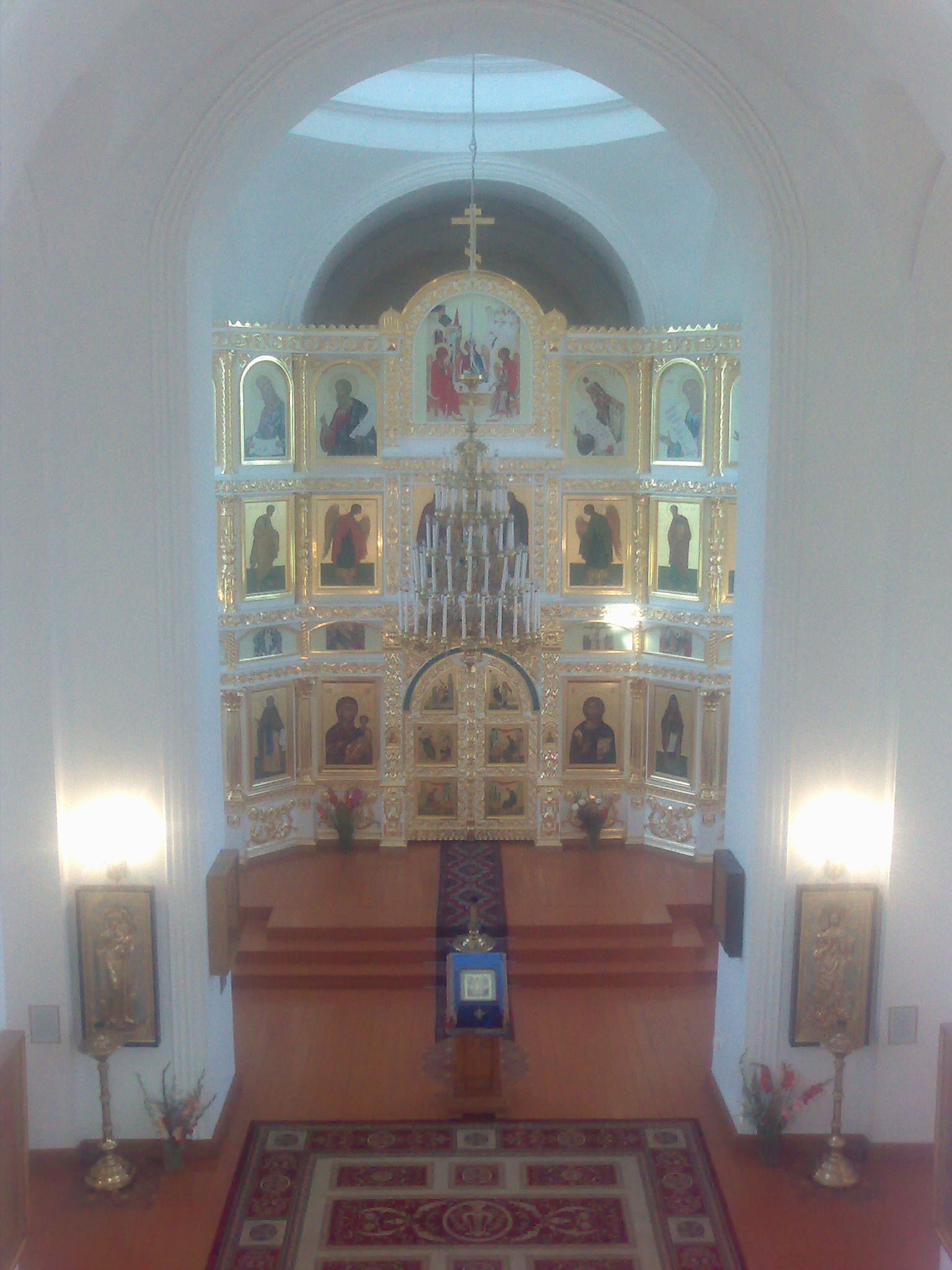
Интерьер Смоленской церкви

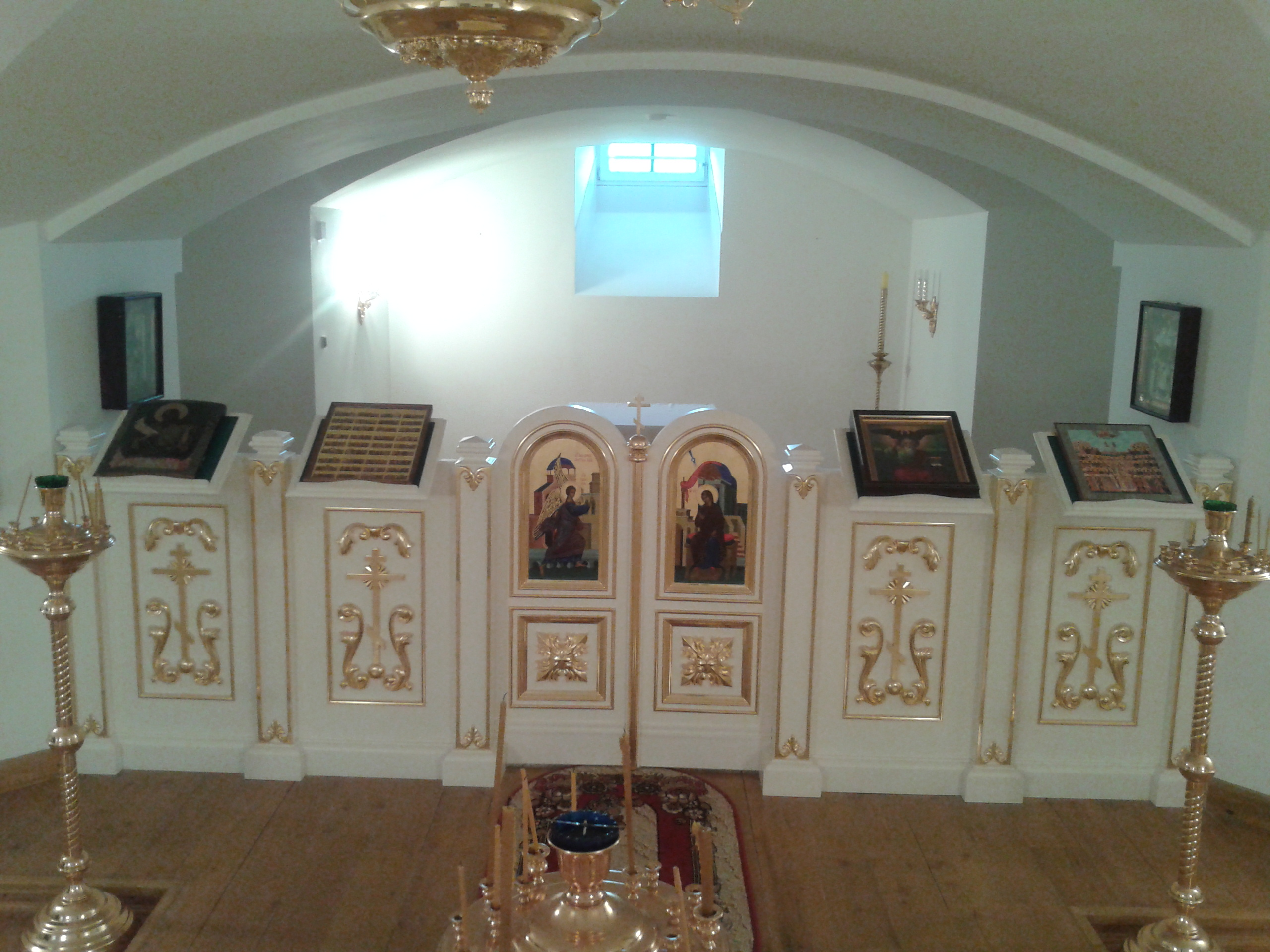
Интерьер нижнего придела Рождества Христова

Каменное здание церкви стоит на подклете. Храм построен в формах популярного во второй половине XIX века русско-византийского стиля.
Церковь пятиглавая: с восьмигранным барабаном, завершенным шатром, и четырьмя небольшими башенками по углам.
Трапезная увенчана колокольней с шатровым завершением. Окна в здании стрельчатой формы с наличниками, стены декорированы стрельчатыми арками.
В храме ранее находилось два престола: верхний — Смоленской иконы Божией Матери и нижний, в подвальной части, — Рождества Христова (освящён 11 (23) июля 1855 года). Антиминс главного алтаря был освящён 17 (29) июня 1851 года епископом Макарием (Булгаковым); антиминс придела — митрополитом Никанором (Клементьевским) 30 января (11 февраля) 1855 года.
При входе снаружи на железной доске находилась надпись бронзовыми литерами: «Господи! Спаси и помилуй раба Твоего Евгения».
Длина храма до амвона составляет 15 м; ширина до колонн — 1,8 м; высота до сводов — 9,2 м; высота от пола до сводов купола — 19 м.
Внутри стены церкви окрашены белым.

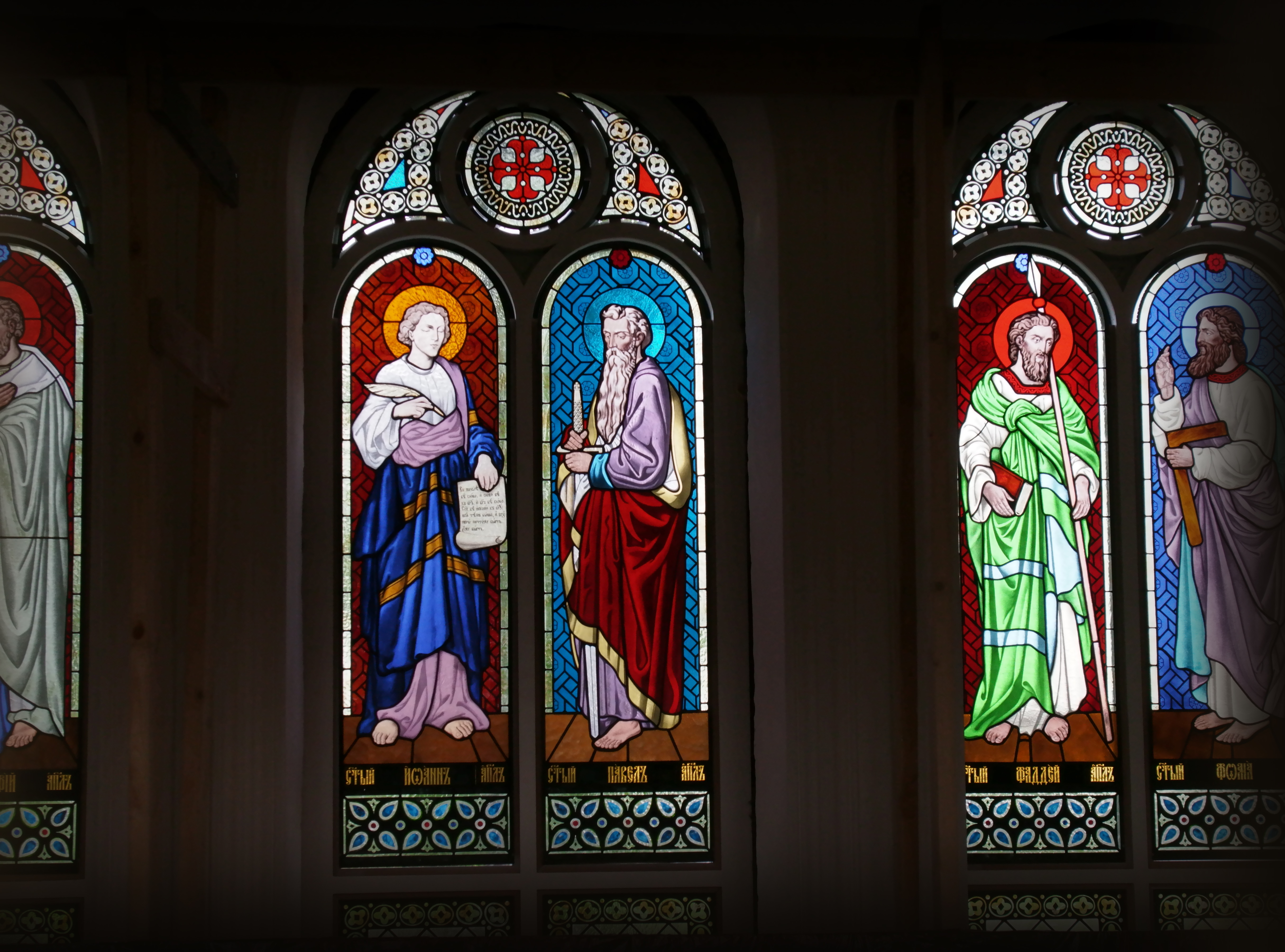
Фрагмент витражной композиции «12 апостолов»

Современный четырёхъярусный иконостас был выполнен Вятскими мастерскими и установлен в 2006 году. Иконы написаны практически для всех ярусов
В 2018 году в средней части храма были заменены 6 оконных блоков. Оконные проёмы украсила витражная композиция «12 апостолов», по две фигуры в каждом из окон. Витраж выполнен в классической технике расписного витража. Истоками для композиционного решения послужили византийские орнаменты и иконография эпохи русского модерна. Работы по устройству оконного заполнения были выполнены петербургской витражной мастерской А. А. Танича.
Над входом находятся хоры, в притворе, под колокольней — лестница на неё. Ранее на стене внутри храма находилась памятная бронзовая доска, на которой была надпись: «Государь император Александр Николаевич изволил здесь молиться 23 декабря 1858 года вместе с Великими Князьями Николаем и Михаилом Николаевичами».
Среди достопримечательностей, которые находились ранее в храме:
- Смоленская икона Божией Матери размером 73 см х 60 см, написанная на кипарисовой доске художником Федотовым, — дар смоленских жителей. Икона имела серебряный оклад с надписью: «За оказанное усердие смоленским гражданам 1841 года, в память искреннейшей признательности, благословили мы раба Божия Евгения иконою Смоленской Божией Матери Одигитрии».
- Икона святителя Митрофана Воронежского была подарена Вонлярлярскому архиепископом воронежским Антонием (Смирницким), принимавшем активное участие в устроении храма.

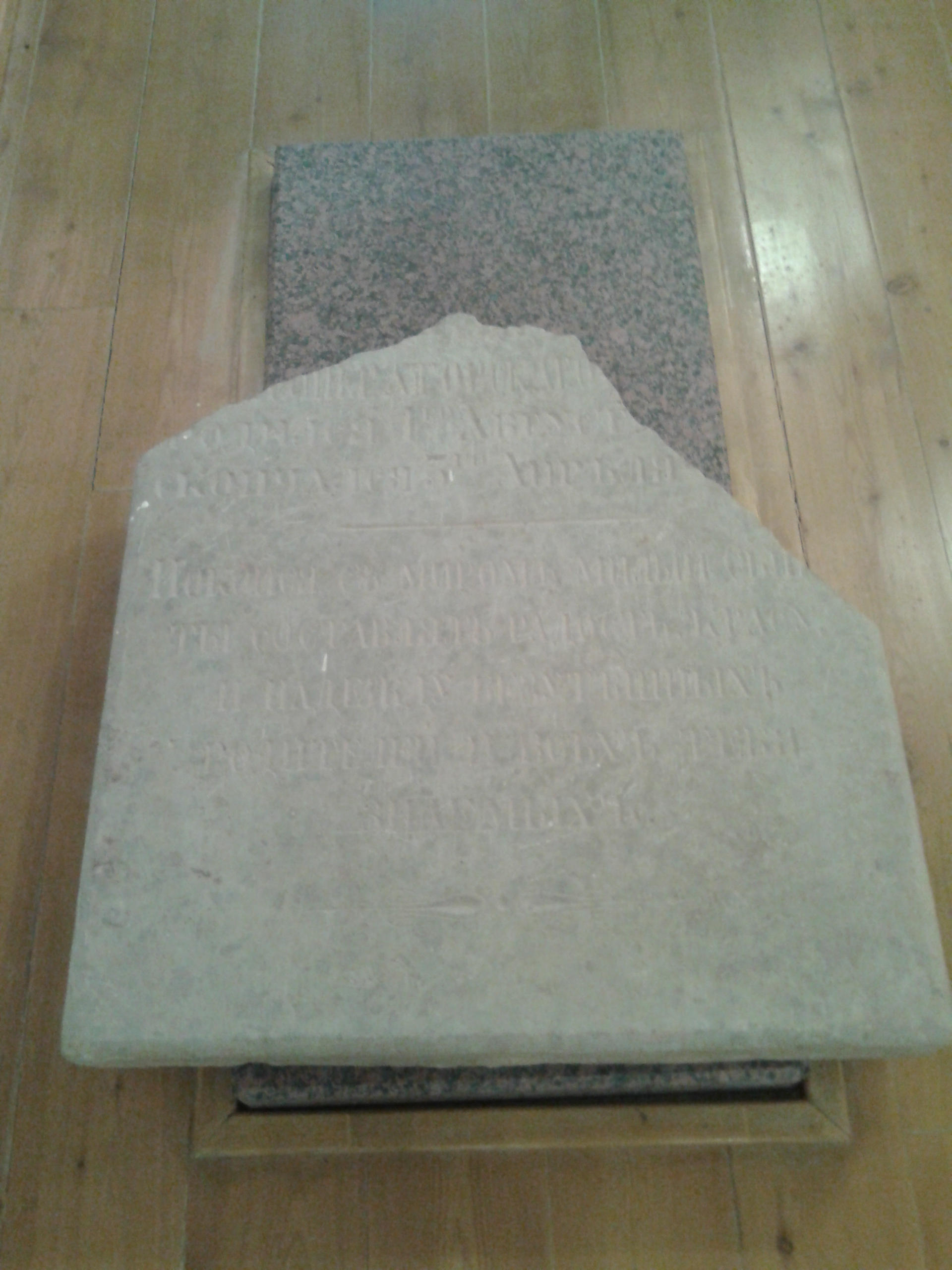
Сохранившаяся часть надгробной плиты П. Е. Вонлярлярского

В нижнем приделе храма находилась семейная усыпальница Вонлярлярских. Здесь были погребены:
- Евгений Петрович Вонлярлярский, скончавшийся от «паралича в лёгких» 11 (23) ноября 1881 года.
- Наталья Петровна Вонлярлярская, скончавшаяся то «удара» 24 апреля (6 мая) 1883 года.
- Пётр Евгеньевич Вонлярлярский, скончавшийся от чахотки 3 (15) апреля 1854 года. Его останки были единственными обнаруженными в 2002 году. Надгробная плита сохранилась частично.
- Николай Евгеньевич Вонлярлярский, скончавшийся от «воспаления» 11 (23) февраля 1875 года.
- Евгения Евгеньевна Мань де Корветто, скончавшаяся от «острой бугорчатки» 1 (13) марта 1887 года.

## Духовенство
| Настоятели храма                   | Настоятели храма                                           |
| Даты                               | Настоятель                                                 |
| ---------------------------------- | ---------------------------------------------------------- |
| 30 апреля 1852 — 3 ноября 1861     | священник Иоанн Васильевич Павловский (1824—1873)          |
| 3 февраля 1862 — 21 октября 1865   | священник Михаил Николаевич Флоринский (1839—1907)         |
| 23 апреля 1866 — 14 октября 1893   | священник Сергий Антониевич Благовещенский (1828—1893)     |
| 20 октября 1893 — ноябрь 1897      | священник Валериан Федотович Боротинский (1870—1945)       |
| 25 ноября 1897 — сентябрь 1901     | священник Андрей Константинович Лапшин (1838 — после 1901) |
| 13 сентября 1901 — 27 октября 1904 | священник Алексий Иванович Сыренский (1878—1909)           |
| 4 ноября 1904 — 1 июня 1910        | священник Наркисс Владимирович Ушаков (1881 — после 1924)  |
| 16 июля 1910 — 11 июня 1912        | священник Алексий Александрович Пустынский (1889—1912)     |
| 15 июня 1912 — 1918?               | священник Александр Иванович Леонтьев (1878—…)             |
| 19 сентября 1919—1925              | священник Василий Иванович Парвицкий (1858— …)             |
| 1925—1935                          | …                                                          |
| 1935—1990                          | период закрытия                                            |
| 1990—настоящее время               | протоиерей Геннадий Леонидович Зверев (род. 1955)          |

## Приход до 1917 года
В состав прихода входили:
- село (мыза) Новое Лисино
- деревня Еглизи
- деревня Кайболово
- деревня Кирполово (урочище к юго-востоку от Кайболово)
- деревня Красная Горка (урочище к югу от бывшей деревни Кирполово)
- деревня Куньголово
- деревня Новая
- деревня Пери (урочище к западу от деревни Кордон Пери)
- деревня Рынделево

## Подворье
Храм находится на территории подворья Софийского собора Царского Села. Территория подворья ограничена с запада и севера полями совхоза «Фёдоровский»; с юга — дорогой Поги — Кайболово; с востока — рекой Винокуркой.

### История территории
Мыза Новолисина «с семью деревнями» была пожалована лейб-гвардии солдату И. Н. Зотову, затем она перешла к М. Салтыкову, барону И. Ю. Фридриксу и В. М. Ребиндеру.
В 1783 году имение приобрели генерал от инфантерии Ф. Ф. Буксгевден и его жена Н. А. Буксгевден.
После смерти Ф. Ф. Буксгевдена в 1811 году имение перешло к его сыну Петру Фёдоровичу, который владел им до 1839 года. Дети П. Ф. Буксгевдена — Павел и Наталья — владели поместьем сообща до раздела в 1840 году, когда усадьба отошла к Наталье Петровне.
Муж Натальи Петровны, Е. П. Вонлярлярский полностью преобразовал усадьбу, выстроил новые здания, запрудил реку Винокурку, в результате чего образовалось озеро. Вдоль берегов была проложена прогулочная дорожка, ведшая к деревне Поги.
С 1874 по 1880 год имением владел зять Вонлярлярских граф Мок-де-Корвето (Pierre Louis Gaston Abel Magne de Corvetto (1846—1891), затем, до 1889 года — камер-фурьер Раймонд Николаевич Ингано и его дети. От них имение перешло к Любови Григорьевне Гогель, а в 1899 году её дочери Любови Григорьевне Катениной.
В советское время территория использовалась местными учреждениями. Парк был запущен, плотины разрушены.
В 1990 году территория была передана Софийскому собору.

### Социальный дом

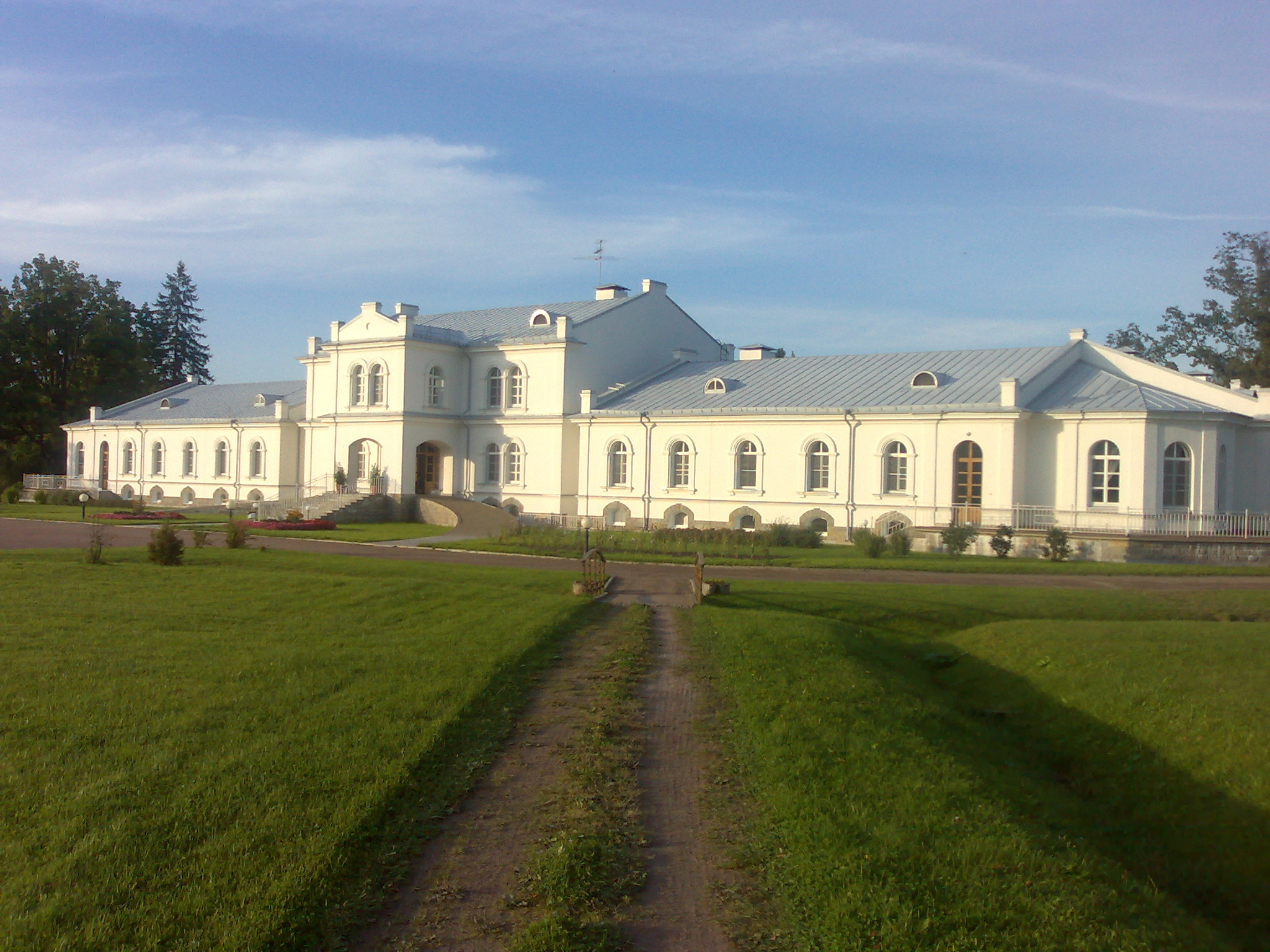
Социальный дом

Деревянный усадебный дом находился к юго-востоку от храма и был построен при Ф. Ф. Буксгевдене.
В 1850-е годы, вероятно, архитектором Р. А. Желязевичем было возведено каменное здание. Усадебный дом был двухэтажным, прямоугольным в плане, с прямоугольным ризалитом, оформляющим центральный вход. Основной объём здания делился на три части, при этом, возможно, центральная часть хронологически более ранняя. Боковой, обращенный к церкви флигель, был построен позже; а противоположный флигель, вероятно, советского происхождения. Оформление фасадов центральной части различалось: фасад, обращенный в сторону дороги, был решён в стиле барокко; а на фасаде, обращенном к реке, были использованы приёмы древнерусской архитектуры. К усадебному двору вела прямая подъездная дорога. Перед южным фасадом был расположен круглый цветник.
После 1918 года в здании располагались местная школа и клуб. После Великой Отечественной войны оно было передано детскому дому, существовавшему здесь до 1970-х годов. В 1980-х годах была начата перепланировка здания под базу отдыха, но не была завершена. В результате здание стало разрушаться.
После передачи мызы Софийскому собору было решено в здании устроить Дом престарелых. Однако состояние усадьбы не позволило этого сделать, к тому времени она была практически утрачена.
В 1998—1999 годах на её месте было выстроено по проекту М. А. Ридер новое двухэтажное здание пансиона «Софийская усадьба».
Социальный дом рассчитан на одновременное пребывание в нём около 30 человек. Каждому предоставляется индивидуальные помещения и уход. Работа с проживающими в доме проводится совместно с Социологическим факультетом Санкт-Петербургского государственного университета.

### Фермерское хозяйство
Подворье включает также и фермерское хозяйство «София», оснащенное качественной, передовой сельскохозяйственной техникой. Ферма выполняет роль модели эффективного ведения сельского хозяйства и производства натуральных экологически чистых продуктов.
Оно обеспечивает прихожан Царскосельского благочиния, а также социальные учреждения, находящиеся на попечении собора, полезными для здоровья продуктами питания, среди которых основное место занимает кисломолочная продукция.
На ферме занимаются пчеловодством и птицеводством, разведением овец романовской породы, кроликов, молочного скота, свиней; выращивают овощи, фрукты, медоносные и злаковые культуры.
В дальнейшем предполагается разведение рыб, посадка аптекарского огорода, создание конного комплекса.